# Пловер (Ајова)
Пловер (енгл. Plover) град је у америчкој савезној држави Ајова. По попису становништва из 2010. у њему је живело 77 становника.

## Демографија
Према попису становништва из 2010. у граду је живело 77 становника, што је -18 (-18.9%) становника више него 2000. године.
| Група             | 2000.      | 2010.      |
| Белци             | 93 (97,9%) | 76 (98,7%) |
| Афроамериканци    | 0 (0,0%)   | 0 (0,0%)   |
| Азијати           | 1 (1,1%)   | 0 (0,0%)   |
| Хиспаноамериканци | 0 (0,0%)   | 0 (0,0%)   |
| Укупно            | 95         | 77         |